# ジェイミー・スティーブンソン
ジェイミー・スティーブンソン（Jamie Stevenson、1975年3月25日 - ）は、イギリスを代表するオリエンテーリング選手。スコットランド出身。シェフィールド大学を卒業している。

## 業績

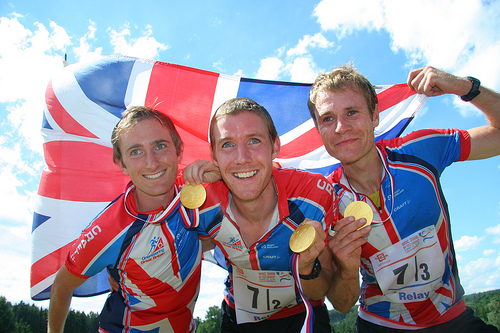
2008年世界選手権を制した英国チーム（スティーブンソンは写真右）

スティーブンソンは何といってもイギリス人男子として最初の、そして現在のところ唯一の世界選手権の個人種目優勝経験者として名高いといえるだろう（女子は1999年にYvette Bakerがショート競技で優勝）。2003年、スイスで開かれたWOCのスプリント種目で金メダルを、リレー種目ではアンカーとして銅メダルを獲得し、その後イギリスの人気スポーツクイズ番組They Think It's All Overに登場することとなった。世界選手権という舞台で次にメダルを獲得したのはデンマークで開催された2006年のことで、その時はミドル種目で銅メダルを獲得している。2008年チェコ開催のWOCではトップを走っていたティエリー・ジョルジュにアクシデントが起きたということもあるが、ロシアとの優勝争いを制しアンカーとして母国を初の優勝へと導いた。

## 経歴
スティーブンソンはジュニア時代から実力が突出していたわけでは決してない。ジュニア世界選手権には1995年（デンマーク）に出場しているが、リレーでこそ4位入賞しているものの、ロング種目では20位、ミドル種目では129位である。1999年より、より高いレベルを目指すためにスウェーデンへ移住。教師としてダーラナのボーレンゲやヘデモーラ、ヨーテボリで生活を送っていた。現在はデンマークに居住しており、スウェーデンのクラブにもデンマークのクラブにも所属している。WOC2005対策のために来日した際、円井基史をはじめとしたナショナルチームのメンバーの質問には、「スプリントはきわめてレベルの高い集中力が求められ続ける競技であり、とにかくシンプルなルート選択が重要である」というアドバイスをしている。